# Latarnia morska Valentia
Latarnia morska Valentia (ang. Valentia Island Lighthouse, także: Cromwell Point Lighthouse) – latarnia morska w Irlandii (region Munster) zlokalizowana w północnej części wyspy Valentia, na Oceanie Atlantyckim, na tzw. Cromwell Point, naprzeciw Beginish Island. 
Latarnia znajduje się w miejscu XVII-wiecznego fortu „Fleetwood”, który zbudowano w 1653 celem ochrony wejścia do portu na wyspie Valentia. Stacjonowało tu czterdziestu żołnierzy, obsługujących m.in. osiem dział.
Latarnię zaprojektował inżynier budownictwa George Halpin senior. Jej działalność zainaugurowano 1 lutego 1841. Miała moc 2000 świec, a jej światło było widoczne z odległości 12 mil (przy dobrej pogodzie). Latarnik mieszkał z rodziną na miejscu do 1947, kiedy to obiekt zautomatyzowano. Jest jedną z 65 latarni obsługiwanych przez Commissioners of Irish Lights na wybrzeżu Irlandii i nadal odgrywa istotną rolę w bezpieczeństwie morskim.
Budowla jest udostępniona do zwiedzania.